# Alea jacta est
Alea jacta est è il terzo album in studio del gruppo musicale spagnolo WarCry, pubblicato nel 2004.

## Tracce
1. El Guardián de Troya – 6:06
2. Iberia – 5:19
3. Despertar – 5:36
4. Lamento – 4:57
5. Sin tu voz – 5:59
6. Aire – 5:23
7. Junto a Mí – 4:47
8. Espíritu de Amor – 5:13
9. Fe – 7:13
10. Reflejos de Sangre – 7:49

## Formazione
- Víctor García - voce
- Fernando Mon - chitarra
- Pablo García - chitarra
- Alvaro Jardón - basso
- Manuel Ramil - tastiera
- Alberto Ardines - batteria